# Bruno Pavić
Bruno Pavić (Zagreb, 30. ožujka 1988.), hrvatski filmski redatelj, scenarist i videoumjetnik.

## Životopis
Diplomirao na studiju Filma i videa na Umjetničkoj akademiji u Splitu. Na matičnoj ustanovi magistrirao na studiju Filma, medijske umjetnosti i animacije. Bavi se igranim i dokumentarnim filmom, te videoumjetnošću. Sa svojim radovima sudjeluje na domaćim i međunarodnim filmskim festivalima i izložbama.
Njegov prvi film dugometražni igrani film Vlog (2014.) nastao je kao magistarski projekt, a uvršten je u glavni program 61. Pulskog filmskog festivala. Zbog "pravnih nedoumica" film je bio izbačen iz programa nekoliko sati prije službene projekcije, a prikazan je na sljedećem, 62. Pulskom filmskom festivalu. Sljedeći Pavićevi filmovi, srednjemetražni dokumentarni esej Split Screens (2020.) i dugometražni dokumenatrni hibrid Nulti krajolik (2020.) bave se splitskim temama. Nulti krajolik (2020.) premijerno je prikazan u sklopu natjecateljskog programa "Between the Seas" na 25. Međunarodnom festivalu dokumentarnog filma u Jihlavi.
Osnivač je i direktor Split Videoart Festivala, međunarodnog festivala videoumjetnosti.

## Vanjske poveznice
- Bruno Pavić – službene stranice  Arhivirana inačica izvorne stranice od 9. studenoga 2021. (Wayback Machine)
- Bruno Pavić u internetskoj bazi filmova IMDb-u (engl.)